# シベリア横断道路
シベリア横断道路（英語：Trans-Siberian Highway）はロシア以外でそう呼ばれている名称で、ロシアの西側・バルト海のフィンランド湾と東側・日本海を結ぶ道路の通称である。全行程約11,000 km あり、カナダのトランスカナダハイウェイやオーストラリアの国道1号（Australian Highway 1）と並ぶ、世界最長の道路である。

## 行程

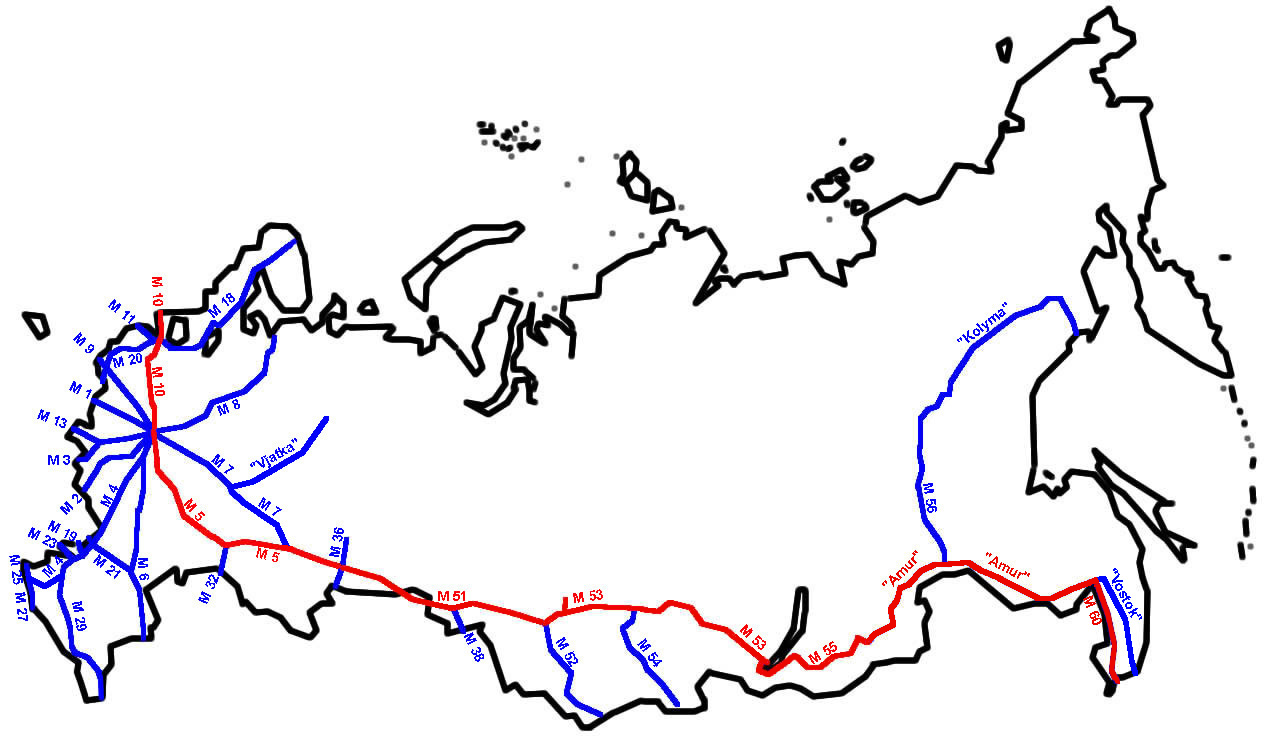
シベリア横断道路は7つの幹線道路を合わせた通称である。

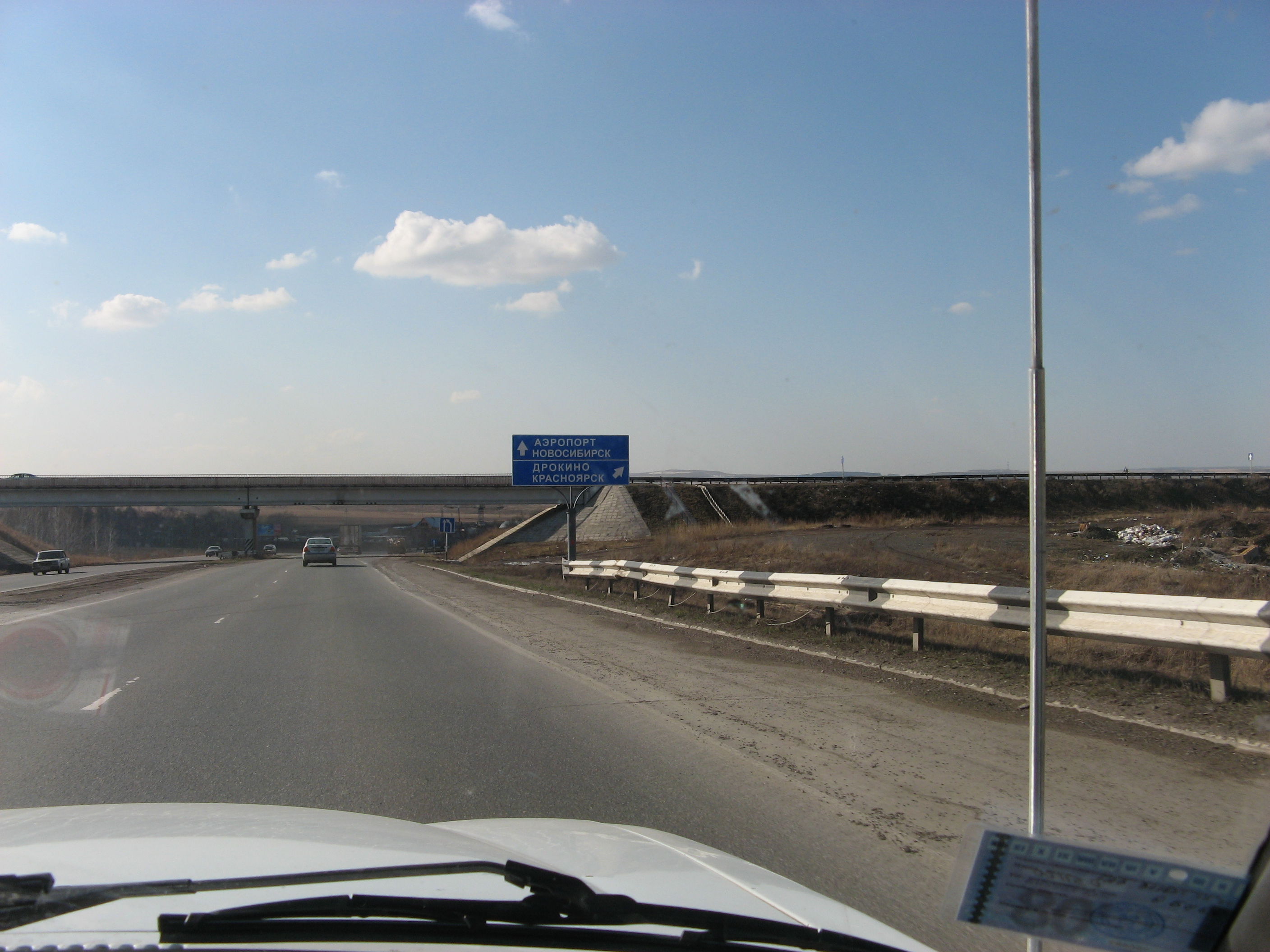
クラスノヤルスク近くのM53幹線道路

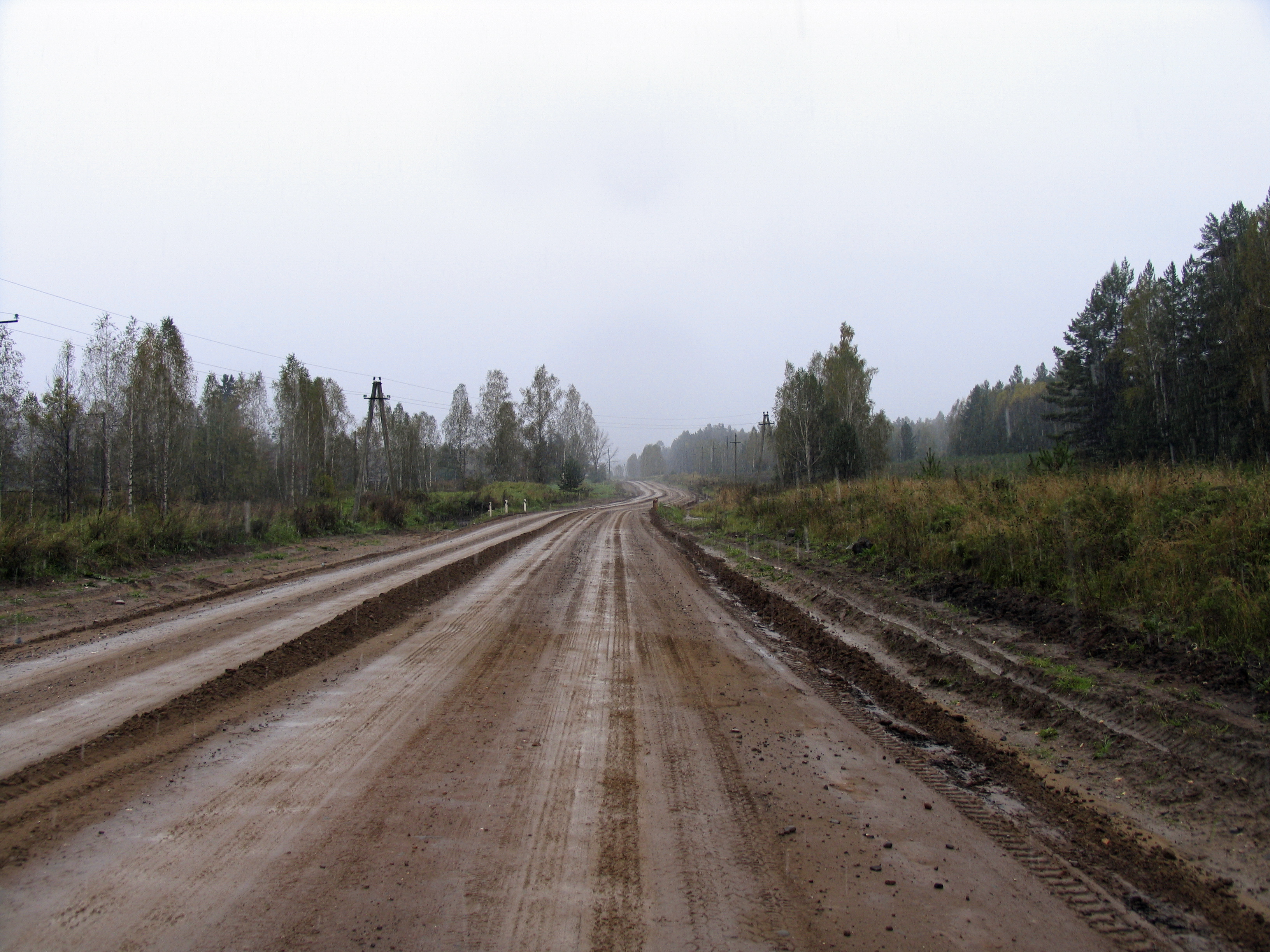
M53幹線道路（クラスノヤルスク - イルクーツク）

全行程は欧州自動車道路のE30号線とも一致していて、7つのロシア幹線道路を結び、途中カザフスタン領の190 km も含んでいる。
- M10幹線道路： サンクトペテルブルク - モスクワ、 664 km
- M5ウラル幹線道路: モスクワ - チェリアビンスク、1880 km
- M51幹線道路: チェリアビンスク - ノヴォシビルスク、 1528 km
- M53幹線道路: ノヴォシビルスク - イルクーツク、 1860 km
- M55幹線道路: イルクーツク - チタ, 1113 km
- M58アムール幹線道路: チタ - ハバロフスク, 2100 km
- M60ウスリー幹線道路: ハバロフスク - ウラジオストク, 760 km

## 書籍などにおけるシベリア横断道路
シベリア鉄道完成以前に、シベリア横断道路のサンクトペテルブルク - モスクワ - イルクーツク間はよく使われていたことが分かる。
- ジュール・ヴェルヌ『皇帝の密使 ミハイル・ストロゴフ』 （1876年）
- 榎本武揚『シベリア日記』（1877年）
- アントン・チェーホフ『シベリアの旅』（1890年）